# Buffalo (Minnesota)
Buffalo é uma cidade localizada no estado norte-americano do Minnesota, no condado de Wrigth. Sua população, segundo o censo de 2010, era de 15 453 habitantes. É a sede de condado do Wrigth.